# 飯塚敏夫
飯塚 敏夫（いいづか としお）は、日本の高校教員、駿台予備学校講師。

## 経歴
担当は古文・漢文。予備校で講師を務める傍ら、中国語にも通暁し、十文字学園女子大学などで中国語講師を務めた。

## 著書
- 飯塚センター漢文講義の実況中継　改訂第3版　語学春秋社　(2012/05)　ISBN 978-4875687399
- 大学入試ぶっつけセンター漢文―最短攻略!!必出句法86 (シグマベスト)　文英堂 (2005/8/10)　ISBN 978-4578012429
- 本番で勝つ!飯塚敏夫の古典文法 (シグマベスト)　文英堂　(2007/6)　ISBN 978-4578013112
- 漢文句法マスタードリル (シグマベスト)　文英堂　ISBN 978-4578245025